# Can Rossell de la Llena
Can Rossell de la Llena és una casa de Gelida (Alt Penedès) protegida com a Bé Cultural d'Interès Local.

## Descripció
Casal rectangular cobert a dues vessants, de planta i pis, orientat a migdia, amb portal dovellat molt ben carejat, una espitllera de guaita, ràfec d'interés i reixes forjades. L'interior, semi-abandonat, està parcialment convertit en corals. Exemplar bastant humil.

## Història
Havia estat propietat de la famosa Casa Ravella d'Ordal de Subirats, i posteriorment passà als Olcinelles i després a la família Camps de Girona. Des del 1885 pertany als Bosch d'Anoia, masia molt propera. Cals esmentar especialment que a l'any 1883, l'arquitecte Antoni Gaudí feu els plànols de recanament d'aquestes terres, els quals es consideren d'un gran valor, ja que fins fa pocs es desconeixia la faceta d'agrimensor d'aquest geni català. Els originals els conserva el Sr. Bosch d'Anoia i Casanovas.